# Paddy Gloor
Paddy Gloor (* 2. Februar 1976) ist ein Schweizer Pistolen-Sportschütze.
Zu seinen grössten Erfolgen gehörte 2005 der Gewinn des Eidgenössischen Schützenkönigs über 25 m am Eidgenössischen Schützenfest in Frauenfeld. Zudem ist er mehrfacher EM- und WM-Teilnehmer. In seinem Palmares stehen mehrere Schweizermeister-Titel in fast allen Pistolen-Disziplinen. 2008 hat er den Umstieg auf die olympischen Disziplinen gewagt, und das mit Erfolg. Bereits 2008 konnte er beim ISSF-Weltcup in Mailand sein Debüt feiern.